# Nederländska Antillerna i olympiska sommarspelen 2004
Nederländska Antillerna i olympiska sommarspelen 2004 bestod av idrottare som blivit uttagna av Nederländska Antillernas olympiska kommitté.

## Friidrott

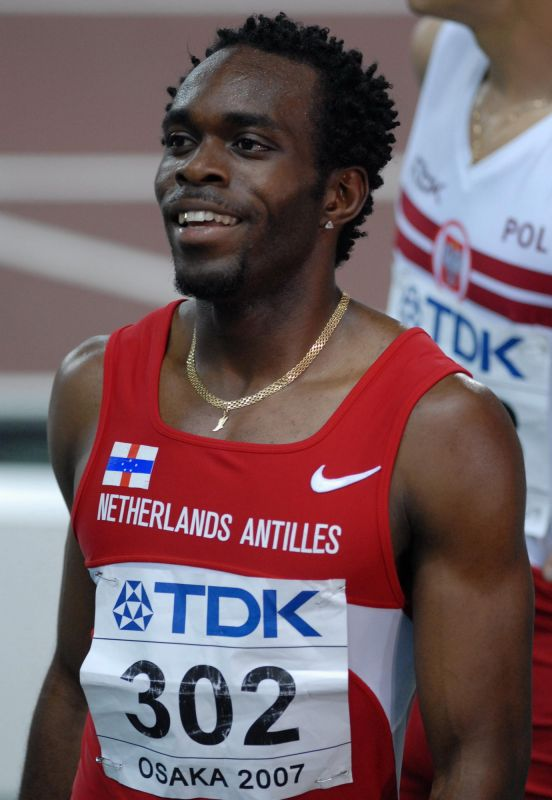
Churandy Martina tävlade för Nederländska Antillerna i OS 2004.

Herrar
Bana, maraton och gång
| Idrottare        | Gren      | Heat     | Heat      | Kvartsfinal      | Kvartsfinal      | Semifinal        | Semifinal        | Final            | Final            |
| Idrottare        | Gren      | Resultat | Placering | Resultat         | Placering        | Resultat         | Placering        | Resultat         | Placering        |
| ---------------- | --------- | -------- | --------- | ---------------- | ---------------- | ---------------- | ---------------- | ---------------- | ---------------- |
| Churandy Martina | 100 meter | 10.23    | 3         | 10.24            | 7                | Gick inte vidare | Gick inte vidare | Gick inte vidare | Gick inte vidare |
| Geronimo Goeloe  | 200 meter | 21.09    | 7         | Gick inte vidare | Gick inte vidare | Gick inte vidare | Gick inte vidare | Gick inte vidare | Gick inte vidare |

## Ridsport

### Fälttävlan
| Ryttare     | Häst       | Gren                   | Dressyr | Dressyr   | Terräng | Terräng | Terräng   | Hoppning | Hoppning | Hoppning  | Hoppning         | Hoppning         | Hoppning         | Totalt | Totalt    |
| Ryttare     | Häst       | Gren                   | Dressyr | Dressyr   | Terräng | Terräng | Terräng   | Kval     | Kval     | Kval      | Final            | Final            | Final            | Totalt | Totalt    |
| Ryttare     | Häst       | Gren                   | Straff  | Placering | Straff  | Totalt  | Placering | Straff   | Totalt   | Placering | Straff           | Totalt           | Placering        | Straff | Placering |
| ----------- | ---------- | ---------------------- | ------- | --------- | ------- | ------- | --------- | -------- | -------- | --------- | ---------------- | ---------------- | ---------------- | ------ | --------- |
| Eddy Stibbe | Dusky Moon | Individuell fälttävlan | 57,80   | =38       | 49,20   | 107,00  | 58        | 8,00     | 115,00   | 53        | Gick inte vidare | Gick inte vidare | Gick inte vidare | 115,00 | 53        |